# Acanthella mastophora
Acanthella mastophora är en svampdjursart som först beskrevs av Schmidt 1870.  Acanthella mastophora ingår i släktet Acanthella och familjen Dictyonellidae. Inga underarter finns listade i Catalogue of Life.